# صلیب لورن (فیلم ۱۹۴۳)
صلیب لورن (انگلیسی: The Cross of Lorraine) فیلمی جنگی محصول سال ۱۹۴۳ از شرکت مترو گلدوین میر است که دربارهٔ فرار اسرای جنگی فرانسوی از اردوگاه کار اجباری آلمان و پیوستن به نیروهای مقاومت فرانسه می‌باشد. این فیلم با کارگردانی تی گارنت تا حدودی بر اساس رمان «هزاران فرو خواهد ریخت» نوشته هانس هابه در سال ۱۹۴۱  ساخته شده است. عنوان فیلم به صلیب فرانسوی لورن اشاره دارد که نماد مقاومت فرانسه و نیروهای آزاد فرانسه بود که توسط شارل دوگل در سال ۱۹۴۲ انتخاب شد. الکساندر اسوی

## داستان
در آغاز جنگ جهانی دوم، پس از شکست فرانسه در برابر نیروهای مهاجم آلمانی در سال ۱۹۴۰، مارشال فیلیپ پتن توافق‌نامه صلحی را امضا کرد و همه نیروهای فرانسوی تسلیم می‌شوند. اما گروهی از سربازان به جای بازگشت به خانه، به اردوگاه کار اجباری به اسارت می‌روند. در این اردوگاه، پدر سباستین (سدریک هاردویک) که کشیشی خردمند است، به آن‌ها امید و آرامش می‌دهد، اما در نهایت کشته می‌شود. در این میان، دووال (هیوم کرونین) برای راحتی بیشتر با آلمانی‌ها همکاری می‌کند و تلاش می‌کند پاول (ژان-پیر امون) را نیز جذب کند، اما سرانجام به دست هم‌بندی‌ها کشته می‌شود.
پاول جای او را می‌گیرد و ضمن همکاری ظاهری با آلمانی‌ها، به فرار مخفیانه‌ی گروهی از زندانیان کمک می‌کند. او به همراه ۱۵ سرباز شامل ویکتور (جین کلی)، که از شکنجه‌ها آسیب روانی دیده، با خطر و تعقیب، خود را به یک خانه امن می‌رسانند. در آنجا با مقاومت محلی پیوند می‌خورند و نقشه فرار به شمال آفریقا برای پیوستن به ارتش آزاد فرانسه را می‌کشند.
در روستای کاردیگنان قرار است ۵۰ مرد از آن روستا توسط ارتش آلمان به اردوگاه‌های کار اجباری فرستاده شوند، پاول مردم را از فریب آلمان‌ها برای وعده‌های خوب آگاه می‌سازد و تیر می‌خورد و ویکتور فرمانده نازی را می‌کشد. روستا شعله‌ور می‌شود و آلمانی‌هایی که فرار می‌کنند، سرکوب می‌شوند. مردم با علم به اینکه آنها بازخواهند گشت، برای جلوگیری از دست یافتن آلمانی‌ها روستا را به آتش می‌شکند و دسته‌جمعی به کوهستان می‌روند تا به نیروهای مقاومت  ژنرال کارتیه بپیوندند
فیلم با سرود ملی فرانسه و پرچم فرانسه با صلیب لورن، نماد مقاومت فرانسه، به پایان می‌رسد.

## بازیگران
- ژان-پیر امون در نقش پل
- جین کلی در نقش ویکتور
- سر سدریک هاردویک در نقش پدر سباستین
- ریچارد ورف در نقش فرانسوا
- جوزف کالیا در نقش رودریگز
- پیتر لوره در نقش گروهبان برگر
- هیوم کرونین در نقش دووال
- ویلیام روی در نقش لویی
- تونیو سلوارت در نقش سرگرد برول
- جک لمبرت در نقش ژاک
- والاس فورد در نقش پیر

## نمایش فیلم در ایران
فیلم «صلیب لورن» برای بار نخست در تاریخ یکشنبه ۲۲ اردیبهشت ۱۳۲۵ خورشیدی در سینما رکس تهران به نمایش عموم درآمد. این فیلم جایگزین انیمیشن «سفرهای گالیور» شد.

تبلیغ نمایش فیلم‌ صلیب لورن در روزنامه‌ی اطلاعات ۲۲ اردیبهشت ۱۳۲۵